# Maróczy bind
|   | a | b | c | d | e | f | g | h |   |
| 8 | a8 preto torre · c8 preto bispo · d8 preto rainha · e8 preto rei · f8 preto bispo · g8 preto cavalo · h8 preto torre · a7 preto peão · b7 preto peão · d7 preto peão · e7 preto peão · f7 preto peão · h7 preto peão · c6 preto cavalo · g6 preto peão · c4 branco peão · d4 branco cavalo · e4 branco peão · a2 branco peão · b2 branco peão · f2 branco peão · g2 branco peão · h2 branco peão · a1 branco torre · b1 branco cavalo · c1 branco bispo · d1 branco rainha · e1 branco rei · f1 branco bispo · h1 branco torre | a8 preto torre · c8 preto bispo · d8 preto rainha · e8 preto rei · f8 preto bispo · g8 preto cavalo · h8 preto torre · a7 preto peão · b7 preto peão · d7 preto peão · e7 preto peão · f7 preto peão · h7 preto peão · c6 preto cavalo · g6 preto peão · c4 branco peão · d4 branco cavalo · e4 branco peão · a2 branco peão · b2 branco peão · f2 branco peão · g2 branco peão · h2 branco peão · a1 branco torre · b1 branco cavalo · c1 branco bispo · d1 branco rainha · e1 branco rei · f1 branco bispo · h1 branco torre | a8 preto torre · c8 preto bispo · d8 preto rainha · e8 preto rei · f8 preto bispo · g8 preto cavalo · h8 preto torre · a7 preto peão · b7 preto peão · d7 preto peão · e7 preto peão · f7 preto peão · h7 preto peão · c6 preto cavalo · g6 preto peão · c4 branco peão · d4 branco cavalo · e4 branco peão · a2 branco peão · b2 branco peão · f2 branco peão · g2 branco peão · h2 branco peão · a1 branco torre · b1 branco cavalo · c1 branco bispo · d1 branco rainha · e1 branco rei · f1 branco bispo · h1 branco torre | a8 preto torre · c8 preto bispo · d8 preto rainha · e8 preto rei · f8 preto bispo · g8 preto cavalo · h8 preto torre · a7 preto peão · b7 preto peão · d7 preto peão · e7 preto peão · f7 preto peão · h7 preto peão · c6 preto cavalo · g6 preto peão · c4 branco peão · d4 branco cavalo · e4 branco peão · a2 branco peão · b2 branco peão · f2 branco peão · g2 branco peão · h2 branco peão · a1 branco torre · b1 branco cavalo · c1 branco bispo · d1 branco rainha · e1 branco rei · f1 branco bispo · h1 branco torre | a8 preto torre · c8 preto bispo · d8 preto rainha · e8 preto rei · f8 preto bispo · g8 preto cavalo · h8 preto torre · a7 preto peão · b7 preto peão · d7 preto peão · e7 preto peão · f7 preto peão · h7 preto peão · c6 preto cavalo · g6 preto peão · c4 branco peão · d4 branco cavalo · e4 branco peão · a2 branco peão · b2 branco peão · f2 branco peão · g2 branco peão · h2 branco peão · a1 branco torre · b1 branco cavalo · c1 branco bispo · d1 branco rainha · e1 branco rei · f1 branco bispo · h1 branco torre | a8 preto torre · c8 preto bispo · d8 preto rainha · e8 preto rei · f8 preto bispo · g8 preto cavalo · h8 preto torre · a7 preto peão · b7 preto peão · d7 preto peão · e7 preto peão · f7 preto peão · h7 preto peão · c6 preto cavalo · g6 preto peão · c4 branco peão · d4 branco cavalo · e4 branco peão · a2 branco peão · b2 branco peão · f2 branco peão · g2 branco peão · h2 branco peão · a1 branco torre · b1 branco cavalo · c1 branco bispo · d1 branco rainha · e1 branco rei · f1 branco bispo · h1 branco torre | a8 preto torre · c8 preto bispo · d8 preto rainha · e8 preto rei · f8 preto bispo · g8 preto cavalo · h8 preto torre · a7 preto peão · b7 preto peão · d7 preto peão · e7 preto peão · f7 preto peão · h7 preto peão · c6 preto cavalo · g6 preto peão · c4 branco peão · d4 branco cavalo · e4 branco peão · a2 branco peão · b2 branco peão · f2 branco peão · g2 branco peão · h2 branco peão · a1 branco torre · b1 branco cavalo · c1 branco bispo · d1 branco rainha · e1 branco rei · f1 branco bispo · h1 branco torre | a8 preto torre · c8 preto bispo · d8 preto rainha · e8 preto rei · f8 preto bispo · g8 preto cavalo · h8 preto torre · a7 preto peão · b7 preto peão · d7 preto peão · e7 preto peão · f7 preto peão · h7 preto peão · c6 preto cavalo · g6 preto peão · c4 branco peão · d4 branco cavalo · e4 branco peão · a2 branco peão · b2 branco peão · f2 branco peão · g2 branco peão · h2 branco peão · a1 branco torre · b1 branco cavalo · c1 branco bispo · d1 branco rainha · e1 branco rei · f1 branco bispo · h1 branco torre | 8 |
| 7 | a8 preto torre · c8 preto bispo · d8 preto rainha · e8 preto rei · f8 preto bispo · g8 preto cavalo · h8 preto torre · a7 preto peão · b7 preto peão · d7 preto peão · e7 preto peão · f7 preto peão · h7 preto peão · c6 preto cavalo · g6 preto peão · c4 branco peão · d4 branco cavalo · e4 branco peão · a2 branco peão · b2 branco peão · f2 branco peão · g2 branco peão · h2 branco peão · a1 branco torre · b1 branco cavalo · c1 branco bispo · d1 branco rainha · e1 branco rei · f1 branco bispo · h1 branco torre | a8 preto torre · c8 preto bispo · d8 preto rainha · e8 preto rei · f8 preto bispo · g8 preto cavalo · h8 preto torre · a7 preto peão · b7 preto peão · d7 preto peão · e7 preto peão · f7 preto peão · h7 preto peão · c6 preto cavalo · g6 preto peão · c4 branco peão · d4 branco cavalo · e4 branco peão · a2 branco peão · b2 branco peão · f2 branco peão · g2 branco peão · h2 branco peão · a1 branco torre · b1 branco cavalo · c1 branco bispo · d1 branco rainha · e1 branco rei · f1 branco bispo · h1 branco torre | a8 preto torre · c8 preto bispo · d8 preto rainha · e8 preto rei · f8 preto bispo · g8 preto cavalo · h8 preto torre · a7 preto peão · b7 preto peão · d7 preto peão · e7 preto peão · f7 preto peão · h7 preto peão · c6 preto cavalo · g6 preto peão · c4 branco peão · d4 branco cavalo · e4 branco peão · a2 branco peão · b2 branco peão · f2 branco peão · g2 branco peão · h2 branco peão · a1 branco torre · b1 branco cavalo · c1 branco bispo · d1 branco rainha · e1 branco rei · f1 branco bispo · h1 branco torre | a8 preto torre · c8 preto bispo · d8 preto rainha · e8 preto rei · f8 preto bispo · g8 preto cavalo · h8 preto torre · a7 preto peão · b7 preto peão · d7 preto peão · e7 preto peão · f7 preto peão · h7 preto peão · c6 preto cavalo · g6 preto peão · c4 branco peão · d4 branco cavalo · e4 branco peão · a2 branco peão · b2 branco peão · f2 branco peão · g2 branco peão · h2 branco peão · a1 branco torre · b1 branco cavalo · c1 branco bispo · d1 branco rainha · e1 branco rei · f1 branco bispo · h1 branco torre | a8 preto torre · c8 preto bispo · d8 preto rainha · e8 preto rei · f8 preto bispo · g8 preto cavalo · h8 preto torre · a7 preto peão · b7 preto peão · d7 preto peão · e7 preto peão · f7 preto peão · h7 preto peão · c6 preto cavalo · g6 preto peão · c4 branco peão · d4 branco cavalo · e4 branco peão · a2 branco peão · b2 branco peão · f2 branco peão · g2 branco peão · h2 branco peão · a1 branco torre · b1 branco cavalo · c1 branco bispo · d1 branco rainha · e1 branco rei · f1 branco bispo · h1 branco torre | a8 preto torre · c8 preto bispo · d8 preto rainha · e8 preto rei · f8 preto bispo · g8 preto cavalo · h8 preto torre · a7 preto peão · b7 preto peão · d7 preto peão · e7 preto peão · f7 preto peão · h7 preto peão · c6 preto cavalo · g6 preto peão · c4 branco peão · d4 branco cavalo · e4 branco peão · a2 branco peão · b2 branco peão · f2 branco peão · g2 branco peão · h2 branco peão · a1 branco torre · b1 branco cavalo · c1 branco bispo · d1 branco rainha · e1 branco rei · f1 branco bispo · h1 branco torre | a8 preto torre · c8 preto bispo · d8 preto rainha · e8 preto rei · f8 preto bispo · g8 preto cavalo · h8 preto torre · a7 preto peão · b7 preto peão · d7 preto peão · e7 preto peão · f7 preto peão · h7 preto peão · c6 preto cavalo · g6 preto peão · c4 branco peão · d4 branco cavalo · e4 branco peão · a2 branco peão · b2 branco peão · f2 branco peão · g2 branco peão · h2 branco peão · a1 branco torre · b1 branco cavalo · c1 branco bispo · d1 branco rainha · e1 branco rei · f1 branco bispo · h1 branco torre | a8 preto torre · c8 preto bispo · d8 preto rainha · e8 preto rei · f8 preto bispo · g8 preto cavalo · h8 preto torre · a7 preto peão · b7 preto peão · d7 preto peão · e7 preto peão · f7 preto peão · h7 preto peão · c6 preto cavalo · g6 preto peão · c4 branco peão · d4 branco cavalo · e4 branco peão · a2 branco peão · b2 branco peão · f2 branco peão · g2 branco peão · h2 branco peão · a1 branco torre · b1 branco cavalo · c1 branco bispo · d1 branco rainha · e1 branco rei · f1 branco bispo · h1 branco torre | 7 |
| 6 | a8 preto torre · c8 preto bispo · d8 preto rainha · e8 preto rei · f8 preto bispo · g8 preto cavalo · h8 preto torre · a7 preto peão · b7 preto peão · d7 preto peão · e7 preto peão · f7 preto peão · h7 preto peão · c6 preto cavalo · g6 preto peão · c4 branco peão · d4 branco cavalo · e4 branco peão · a2 branco peão · b2 branco peão · f2 branco peão · g2 branco peão · h2 branco peão · a1 branco torre · b1 branco cavalo · c1 branco bispo · d1 branco rainha · e1 branco rei · f1 branco bispo · h1 branco torre | a8 preto torre · c8 preto bispo · d8 preto rainha · e8 preto rei · f8 preto bispo · g8 preto cavalo · h8 preto torre · a7 preto peão · b7 preto peão · d7 preto peão · e7 preto peão · f7 preto peão · h7 preto peão · c6 preto cavalo · g6 preto peão · c4 branco peão · d4 branco cavalo · e4 branco peão · a2 branco peão · b2 branco peão · f2 branco peão · g2 branco peão · h2 branco peão · a1 branco torre · b1 branco cavalo · c1 branco bispo · d1 branco rainha · e1 branco rei · f1 branco bispo · h1 branco torre | a8 preto torre · c8 preto bispo · d8 preto rainha · e8 preto rei · f8 preto bispo · g8 preto cavalo · h8 preto torre · a7 preto peão · b7 preto peão · d7 preto peão · e7 preto peão · f7 preto peão · h7 preto peão · c6 preto cavalo · g6 preto peão · c4 branco peão · d4 branco cavalo · e4 branco peão · a2 branco peão · b2 branco peão · f2 branco peão · g2 branco peão · h2 branco peão · a1 branco torre · b1 branco cavalo · c1 branco bispo · d1 branco rainha · e1 branco rei · f1 branco bispo · h1 branco torre | a8 preto torre · c8 preto bispo · d8 preto rainha · e8 preto rei · f8 preto bispo · g8 preto cavalo · h8 preto torre · a7 preto peão · b7 preto peão · d7 preto peão · e7 preto peão · f7 preto peão · h7 preto peão · c6 preto cavalo · g6 preto peão · c4 branco peão · d4 branco cavalo · e4 branco peão · a2 branco peão · b2 branco peão · f2 branco peão · g2 branco peão · h2 branco peão · a1 branco torre · b1 branco cavalo · c1 branco bispo · d1 branco rainha · e1 branco rei · f1 branco bispo · h1 branco torre | a8 preto torre · c8 preto bispo · d8 preto rainha · e8 preto rei · f8 preto bispo · g8 preto cavalo · h8 preto torre · a7 preto peão · b7 preto peão · d7 preto peão · e7 preto peão · f7 preto peão · h7 preto peão · c6 preto cavalo · g6 preto peão · c4 branco peão · d4 branco cavalo · e4 branco peão · a2 branco peão · b2 branco peão · f2 branco peão · g2 branco peão · h2 branco peão · a1 branco torre · b1 branco cavalo · c1 branco bispo · d1 branco rainha · e1 branco rei · f1 branco bispo · h1 branco torre | a8 preto torre · c8 preto bispo · d8 preto rainha · e8 preto rei · f8 preto bispo · g8 preto cavalo · h8 preto torre · a7 preto peão · b7 preto peão · d7 preto peão · e7 preto peão · f7 preto peão · h7 preto peão · c6 preto cavalo · g6 preto peão · c4 branco peão · d4 branco cavalo · e4 branco peão · a2 branco peão · b2 branco peão · f2 branco peão · g2 branco peão · h2 branco peão · a1 branco torre · b1 branco cavalo · c1 branco bispo · d1 branco rainha · e1 branco rei · f1 branco bispo · h1 branco torre | a8 preto torre · c8 preto bispo · d8 preto rainha · e8 preto rei · f8 preto bispo · g8 preto cavalo · h8 preto torre · a7 preto peão · b7 preto peão · d7 preto peão · e7 preto peão · f7 preto peão · h7 preto peão · c6 preto cavalo · g6 preto peão · c4 branco peão · d4 branco cavalo · e4 branco peão · a2 branco peão · b2 branco peão · f2 branco peão · g2 branco peão · h2 branco peão · a1 branco torre · b1 branco cavalo · c1 branco bispo · d1 branco rainha · e1 branco rei · f1 branco bispo · h1 branco torre | a8 preto torre · c8 preto bispo · d8 preto rainha · e8 preto rei · f8 preto bispo · g8 preto cavalo · h8 preto torre · a7 preto peão · b7 preto peão · d7 preto peão · e7 preto peão · f7 preto peão · h7 preto peão · c6 preto cavalo · g6 preto peão · c4 branco peão · d4 branco cavalo · e4 branco peão · a2 branco peão · b2 branco peão · f2 branco peão · g2 branco peão · h2 branco peão · a1 branco torre · b1 branco cavalo · c1 branco bispo · d1 branco rainha · e1 branco rei · f1 branco bispo · h1 branco torre | 6 |
| 5 | a8 preto torre · c8 preto bispo · d8 preto rainha · e8 preto rei · f8 preto bispo · g8 preto cavalo · h8 preto torre · a7 preto peão · b7 preto peão · d7 preto peão · e7 preto peão · f7 preto peão · h7 preto peão · c6 preto cavalo · g6 preto peão · c4 branco peão · d4 branco cavalo · e4 branco peão · a2 branco peão · b2 branco peão · f2 branco peão · g2 branco peão · h2 branco peão · a1 branco torre · b1 branco cavalo · c1 branco bispo · d1 branco rainha · e1 branco rei · f1 branco bispo · h1 branco torre | a8 preto torre · c8 preto bispo · d8 preto rainha · e8 preto rei · f8 preto bispo · g8 preto cavalo · h8 preto torre · a7 preto peão · b7 preto peão · d7 preto peão · e7 preto peão · f7 preto peão · h7 preto peão · c6 preto cavalo · g6 preto peão · c4 branco peão · d4 branco cavalo · e4 branco peão · a2 branco peão · b2 branco peão · f2 branco peão · g2 branco peão · h2 branco peão · a1 branco torre · b1 branco cavalo · c1 branco bispo · d1 branco rainha · e1 branco rei · f1 branco bispo · h1 branco torre | a8 preto torre · c8 preto bispo · d8 preto rainha · e8 preto rei · f8 preto bispo · g8 preto cavalo · h8 preto torre · a7 preto peão · b7 preto peão · d7 preto peão · e7 preto peão · f7 preto peão · h7 preto peão · c6 preto cavalo · g6 preto peão · c4 branco peão · d4 branco cavalo · e4 branco peão · a2 branco peão · b2 branco peão · f2 branco peão · g2 branco peão · h2 branco peão · a1 branco torre · b1 branco cavalo · c1 branco bispo · d1 branco rainha · e1 branco rei · f1 branco bispo · h1 branco torre | a8 preto torre · c8 preto bispo · d8 preto rainha · e8 preto rei · f8 preto bispo · g8 preto cavalo · h8 preto torre · a7 preto peão · b7 preto peão · d7 preto peão · e7 preto peão · f7 preto peão · h7 preto peão · c6 preto cavalo · g6 preto peão · c4 branco peão · d4 branco cavalo · e4 branco peão · a2 branco peão · b2 branco peão · f2 branco peão · g2 branco peão · h2 branco peão · a1 branco torre · b1 branco cavalo · c1 branco bispo · d1 branco rainha · e1 branco rei · f1 branco bispo · h1 branco torre | a8 preto torre · c8 preto bispo · d8 preto rainha · e8 preto rei · f8 preto bispo · g8 preto cavalo · h8 preto torre · a7 preto peão · b7 preto peão · d7 preto peão · e7 preto peão · f7 preto peão · h7 preto peão · c6 preto cavalo · g6 preto peão · c4 branco peão · d4 branco cavalo · e4 branco peão · a2 branco peão · b2 branco peão · f2 branco peão · g2 branco peão · h2 branco peão · a1 branco torre · b1 branco cavalo · c1 branco bispo · d1 branco rainha · e1 branco rei · f1 branco bispo · h1 branco torre | a8 preto torre · c8 preto bispo · d8 preto rainha · e8 preto rei · f8 preto bispo · g8 preto cavalo · h8 preto torre · a7 preto peão · b7 preto peão · d7 preto peão · e7 preto peão · f7 preto peão · h7 preto peão · c6 preto cavalo · g6 preto peão · c4 branco peão · d4 branco cavalo · e4 branco peão · a2 branco peão · b2 branco peão · f2 branco peão · g2 branco peão · h2 branco peão · a1 branco torre · b1 branco cavalo · c1 branco bispo · d1 branco rainha · e1 branco rei · f1 branco bispo · h1 branco torre | a8 preto torre · c8 preto bispo · d8 preto rainha · e8 preto rei · f8 preto bispo · g8 preto cavalo · h8 preto torre · a7 preto peão · b7 preto peão · d7 preto peão · e7 preto peão · f7 preto peão · h7 preto peão · c6 preto cavalo · g6 preto peão · c4 branco peão · d4 branco cavalo · e4 branco peão · a2 branco peão · b2 branco peão · f2 branco peão · g2 branco peão · h2 branco peão · a1 branco torre · b1 branco cavalo · c1 branco bispo · d1 branco rainha · e1 branco rei · f1 branco bispo · h1 branco torre | a8 preto torre · c8 preto bispo · d8 preto rainha · e8 preto rei · f8 preto bispo · g8 preto cavalo · h8 preto torre · a7 preto peão · b7 preto peão · d7 preto peão · e7 preto peão · f7 preto peão · h7 preto peão · c6 preto cavalo · g6 preto peão · c4 branco peão · d4 branco cavalo · e4 branco peão · a2 branco peão · b2 branco peão · f2 branco peão · g2 branco peão · h2 branco peão · a1 branco torre · b1 branco cavalo · c1 branco bispo · d1 branco rainha · e1 branco rei · f1 branco bispo · h1 branco torre | 5 |
| 4 | a8 preto torre · c8 preto bispo · d8 preto rainha · e8 preto rei · f8 preto bispo · g8 preto cavalo · h8 preto torre · a7 preto peão · b7 preto peão · d7 preto peão · e7 preto peão · f7 preto peão · h7 preto peão · c6 preto cavalo · g6 preto peão · c4 branco peão · d4 branco cavalo · e4 branco peão · a2 branco peão · b2 branco peão · f2 branco peão · g2 branco peão · h2 branco peão · a1 branco torre · b1 branco cavalo · c1 branco bispo · d1 branco rainha · e1 branco rei · f1 branco bispo · h1 branco torre | a8 preto torre · c8 preto bispo · d8 preto rainha · e8 preto rei · f8 preto bispo · g8 preto cavalo · h8 preto torre · a7 preto peão · b7 preto peão · d7 preto peão · e7 preto peão · f7 preto peão · h7 preto peão · c6 preto cavalo · g6 preto peão · c4 branco peão · d4 branco cavalo · e4 branco peão · a2 branco peão · b2 branco peão · f2 branco peão · g2 branco peão · h2 branco peão · a1 branco torre · b1 branco cavalo · c1 branco bispo · d1 branco rainha · e1 branco rei · f1 branco bispo · h1 branco torre | a8 preto torre · c8 preto bispo · d8 preto rainha · e8 preto rei · f8 preto bispo · g8 preto cavalo · h8 preto torre · a7 preto peão · b7 preto peão · d7 preto peão · e7 preto peão · f7 preto peão · h7 preto peão · c6 preto cavalo · g6 preto peão · c4 branco peão · d4 branco cavalo · e4 branco peão · a2 branco peão · b2 branco peão · f2 branco peão · g2 branco peão · h2 branco peão · a1 branco torre · b1 branco cavalo · c1 branco bispo · d1 branco rainha · e1 branco rei · f1 branco bispo · h1 branco torre | a8 preto torre · c8 preto bispo · d8 preto rainha · e8 preto rei · f8 preto bispo · g8 preto cavalo · h8 preto torre · a7 preto peão · b7 preto peão · d7 preto peão · e7 preto peão · f7 preto peão · h7 preto peão · c6 preto cavalo · g6 preto peão · c4 branco peão · d4 branco cavalo · e4 branco peão · a2 branco peão · b2 branco peão · f2 branco peão · g2 branco peão · h2 branco peão · a1 branco torre · b1 branco cavalo · c1 branco bispo · d1 branco rainha · e1 branco rei · f1 branco bispo · h1 branco torre | a8 preto torre · c8 preto bispo · d8 preto rainha · e8 preto rei · f8 preto bispo · g8 preto cavalo · h8 preto torre · a7 preto peão · b7 preto peão · d7 preto peão · e7 preto peão · f7 preto peão · h7 preto peão · c6 preto cavalo · g6 preto peão · c4 branco peão · d4 branco cavalo · e4 branco peão · a2 branco peão · b2 branco peão · f2 branco peão · g2 branco peão · h2 branco peão · a1 branco torre · b1 branco cavalo · c1 branco bispo · d1 branco rainha · e1 branco rei · f1 branco bispo · h1 branco torre | a8 preto torre · c8 preto bispo · d8 preto rainha · e8 preto rei · f8 preto bispo · g8 preto cavalo · h8 preto torre · a7 preto peão · b7 preto peão · d7 preto peão · e7 preto peão · f7 preto peão · h7 preto peão · c6 preto cavalo · g6 preto peão · c4 branco peão · d4 branco cavalo · e4 branco peão · a2 branco peão · b2 branco peão · f2 branco peão · g2 branco peão · h2 branco peão · a1 branco torre · b1 branco cavalo · c1 branco bispo · d1 branco rainha · e1 branco rei · f1 branco bispo · h1 branco torre | a8 preto torre · c8 preto bispo · d8 preto rainha · e8 preto rei · f8 preto bispo · g8 preto cavalo · h8 preto torre · a7 preto peão · b7 preto peão · d7 preto peão · e7 preto peão · f7 preto peão · h7 preto peão · c6 preto cavalo · g6 preto peão · c4 branco peão · d4 branco cavalo · e4 branco peão · a2 branco peão · b2 branco peão · f2 branco peão · g2 branco peão · h2 branco peão · a1 branco torre · b1 branco cavalo · c1 branco bispo · d1 branco rainha · e1 branco rei · f1 branco bispo · h1 branco torre | a8 preto torre · c8 preto bispo · d8 preto rainha · e8 preto rei · f8 preto bispo · g8 preto cavalo · h8 preto torre · a7 preto peão · b7 preto peão · d7 preto peão · e7 preto peão · f7 preto peão · h7 preto peão · c6 preto cavalo · g6 preto peão · c4 branco peão · d4 branco cavalo · e4 branco peão · a2 branco peão · b2 branco peão · f2 branco peão · g2 branco peão · h2 branco peão · a1 branco torre · b1 branco cavalo · c1 branco bispo · d1 branco rainha · e1 branco rei · f1 branco bispo · h1 branco torre | 4 |
| 3 | a8 preto torre · c8 preto bispo · d8 preto rainha · e8 preto rei · f8 preto bispo · g8 preto cavalo · h8 preto torre · a7 preto peão · b7 preto peão · d7 preto peão · e7 preto peão · f7 preto peão · h7 preto peão · c6 preto cavalo · g6 preto peão · c4 branco peão · d4 branco cavalo · e4 branco peão · a2 branco peão · b2 branco peão · f2 branco peão · g2 branco peão · h2 branco peão · a1 branco torre · b1 branco cavalo · c1 branco bispo · d1 branco rainha · e1 branco rei · f1 branco bispo · h1 branco torre | a8 preto torre · c8 preto bispo · d8 preto rainha · e8 preto rei · f8 preto bispo · g8 preto cavalo · h8 preto torre · a7 preto peão · b7 preto peão · d7 preto peão · e7 preto peão · f7 preto peão · h7 preto peão · c6 preto cavalo · g6 preto peão · c4 branco peão · d4 branco cavalo · e4 branco peão · a2 branco peão · b2 branco peão · f2 branco peão · g2 branco peão · h2 branco peão · a1 branco torre · b1 branco cavalo · c1 branco bispo · d1 branco rainha · e1 branco rei · f1 branco bispo · h1 branco torre | a8 preto torre · c8 preto bispo · d8 preto rainha · e8 preto rei · f8 preto bispo · g8 preto cavalo · h8 preto torre · a7 preto peão · b7 preto peão · d7 preto peão · e7 preto peão · f7 preto peão · h7 preto peão · c6 preto cavalo · g6 preto peão · c4 branco peão · d4 branco cavalo · e4 branco peão · a2 branco peão · b2 branco peão · f2 branco peão · g2 branco peão · h2 branco peão · a1 branco torre · b1 branco cavalo · c1 branco bispo · d1 branco rainha · e1 branco rei · f1 branco bispo · h1 branco torre | a8 preto torre · c8 preto bispo · d8 preto rainha · e8 preto rei · f8 preto bispo · g8 preto cavalo · h8 preto torre · a7 preto peão · b7 preto peão · d7 preto peão · e7 preto peão · f7 preto peão · h7 preto peão · c6 preto cavalo · g6 preto peão · c4 branco peão · d4 branco cavalo · e4 branco peão · a2 branco peão · b2 branco peão · f2 branco peão · g2 branco peão · h2 branco peão · a1 branco torre · b1 branco cavalo · c1 branco bispo · d1 branco rainha · e1 branco rei · f1 branco bispo · h1 branco torre | a8 preto torre · c8 preto bispo · d8 preto rainha · e8 preto rei · f8 preto bispo · g8 preto cavalo · h8 preto torre · a7 preto peão · b7 preto peão · d7 preto peão · e7 preto peão · f7 preto peão · h7 preto peão · c6 preto cavalo · g6 preto peão · c4 branco peão · d4 branco cavalo · e4 branco peão · a2 branco peão · b2 branco peão · f2 branco peão · g2 branco peão · h2 branco peão · a1 branco torre · b1 branco cavalo · c1 branco bispo · d1 branco rainha · e1 branco rei · f1 branco bispo · h1 branco torre | a8 preto torre · c8 preto bispo · d8 preto rainha · e8 preto rei · f8 preto bispo · g8 preto cavalo · h8 preto torre · a7 preto peão · b7 preto peão · d7 preto peão · e7 preto peão · f7 preto peão · h7 preto peão · c6 preto cavalo · g6 preto peão · c4 branco peão · d4 branco cavalo · e4 branco peão · a2 branco peão · b2 branco peão · f2 branco peão · g2 branco peão · h2 branco peão · a1 branco torre · b1 branco cavalo · c1 branco bispo · d1 branco rainha · e1 branco rei · f1 branco bispo · h1 branco torre | a8 preto torre · c8 preto bispo · d8 preto rainha · e8 preto rei · f8 preto bispo · g8 preto cavalo · h8 preto torre · a7 preto peão · b7 preto peão · d7 preto peão · e7 preto peão · f7 preto peão · h7 preto peão · c6 preto cavalo · g6 preto peão · c4 branco peão · d4 branco cavalo · e4 branco peão · a2 branco peão · b2 branco peão · f2 branco peão · g2 branco peão · h2 branco peão · a1 branco torre · b1 branco cavalo · c1 branco bispo · d1 branco rainha · e1 branco rei · f1 branco bispo · h1 branco torre | a8 preto torre · c8 preto bispo · d8 preto rainha · e8 preto rei · f8 preto bispo · g8 preto cavalo · h8 preto torre · a7 preto peão · b7 preto peão · d7 preto peão · e7 preto peão · f7 preto peão · h7 preto peão · c6 preto cavalo · g6 preto peão · c4 branco peão · d4 branco cavalo · e4 branco peão · a2 branco peão · b2 branco peão · f2 branco peão · g2 branco peão · h2 branco peão · a1 branco torre · b1 branco cavalo · c1 branco bispo · d1 branco rainha · e1 branco rei · f1 branco bispo · h1 branco torre | 3 |
| 2 | a8 preto torre · c8 preto bispo · d8 preto rainha · e8 preto rei · f8 preto bispo · g8 preto cavalo · h8 preto torre · a7 preto peão · b7 preto peão · d7 preto peão · e7 preto peão · f7 preto peão · h7 preto peão · c6 preto cavalo · g6 preto peão · c4 branco peão · d4 branco cavalo · e4 branco peão · a2 branco peão · b2 branco peão · f2 branco peão · g2 branco peão · h2 branco peão · a1 branco torre · b1 branco cavalo · c1 branco bispo · d1 branco rainha · e1 branco rei · f1 branco bispo · h1 branco torre | a8 preto torre · c8 preto bispo · d8 preto rainha · e8 preto rei · f8 preto bispo · g8 preto cavalo · h8 preto torre · a7 preto peão · b7 preto peão · d7 preto peão · e7 preto peão · f7 preto peão · h7 preto peão · c6 preto cavalo · g6 preto peão · c4 branco peão · d4 branco cavalo · e4 branco peão · a2 branco peão · b2 branco peão · f2 branco peão · g2 branco peão · h2 branco peão · a1 branco torre · b1 branco cavalo · c1 branco bispo · d1 branco rainha · e1 branco rei · f1 branco bispo · h1 branco torre | a8 preto torre · c8 preto bispo · d8 preto rainha · e8 preto rei · f8 preto bispo · g8 preto cavalo · h8 preto torre · a7 preto peão · b7 preto peão · d7 preto peão · e7 preto peão · f7 preto peão · h7 preto peão · c6 preto cavalo · g6 preto peão · c4 branco peão · d4 branco cavalo · e4 branco peão · a2 branco peão · b2 branco peão · f2 branco peão · g2 branco peão · h2 branco peão · a1 branco torre · b1 branco cavalo · c1 branco bispo · d1 branco rainha · e1 branco rei · f1 branco bispo · h1 branco torre | a8 preto torre · c8 preto bispo · d8 preto rainha · e8 preto rei · f8 preto bispo · g8 preto cavalo · h8 preto torre · a7 preto peão · b7 preto peão · d7 preto peão · e7 preto peão · f7 preto peão · h7 preto peão · c6 preto cavalo · g6 preto peão · c4 branco peão · d4 branco cavalo · e4 branco peão · a2 branco peão · b2 branco peão · f2 branco peão · g2 branco peão · h2 branco peão · a1 branco torre · b1 branco cavalo · c1 branco bispo · d1 branco rainha · e1 branco rei · f1 branco bispo · h1 branco torre | a8 preto torre · c8 preto bispo · d8 preto rainha · e8 preto rei · f8 preto bispo · g8 preto cavalo · h8 preto torre · a7 preto peão · b7 preto peão · d7 preto peão · e7 preto peão · f7 preto peão · h7 preto peão · c6 preto cavalo · g6 preto peão · c4 branco peão · d4 branco cavalo · e4 branco peão · a2 branco peão · b2 branco peão · f2 branco peão · g2 branco peão · h2 branco peão · a1 branco torre · b1 branco cavalo · c1 branco bispo · d1 branco rainha · e1 branco rei · f1 branco bispo · h1 branco torre | a8 preto torre · c8 preto bispo · d8 preto rainha · e8 preto rei · f8 preto bispo · g8 preto cavalo · h8 preto torre · a7 preto peão · b7 preto peão · d7 preto peão · e7 preto peão · f7 preto peão · h7 preto peão · c6 preto cavalo · g6 preto peão · c4 branco peão · d4 branco cavalo · e4 branco peão · a2 branco peão · b2 branco peão · f2 branco peão · g2 branco peão · h2 branco peão · a1 branco torre · b1 branco cavalo · c1 branco bispo · d1 branco rainha · e1 branco rei · f1 branco bispo · h1 branco torre | a8 preto torre · c8 preto bispo · d8 preto rainha · e8 preto rei · f8 preto bispo · g8 preto cavalo · h8 preto torre · a7 preto peão · b7 preto peão · d7 preto peão · e7 preto peão · f7 preto peão · h7 preto peão · c6 preto cavalo · g6 preto peão · c4 branco peão · d4 branco cavalo · e4 branco peão · a2 branco peão · b2 branco peão · f2 branco peão · g2 branco peão · h2 branco peão · a1 branco torre · b1 branco cavalo · c1 branco bispo · d1 branco rainha · e1 branco rei · f1 branco bispo · h1 branco torre | a8 preto torre · c8 preto bispo · d8 preto rainha · e8 preto rei · f8 preto bispo · g8 preto cavalo · h8 preto torre · a7 preto peão · b7 preto peão · d7 preto peão · e7 preto peão · f7 preto peão · h7 preto peão · c6 preto cavalo · g6 preto peão · c4 branco peão · d4 branco cavalo · e4 branco peão · a2 branco peão · b2 branco peão · f2 branco peão · g2 branco peão · h2 branco peão · a1 branco torre · b1 branco cavalo · c1 branco bispo · d1 branco rainha · e1 branco rei · f1 branco bispo · h1 branco torre | 2 |
| 1 | a8 preto torre · c8 preto bispo · d8 preto rainha · e8 preto rei · f8 preto bispo · g8 preto cavalo · h8 preto torre · a7 preto peão · b7 preto peão · d7 preto peão · e7 preto peão · f7 preto peão · h7 preto peão · c6 preto cavalo · g6 preto peão · c4 branco peão · d4 branco cavalo · e4 branco peão · a2 branco peão · b2 branco peão · f2 branco peão · g2 branco peão · h2 branco peão · a1 branco torre · b1 branco cavalo · c1 branco bispo · d1 branco rainha · e1 branco rei · f1 branco bispo · h1 branco torre | a8 preto torre · c8 preto bispo · d8 preto rainha · e8 preto rei · f8 preto bispo · g8 preto cavalo · h8 preto torre · a7 preto peão · b7 preto peão · d7 preto peão · e7 preto peão · f7 preto peão · h7 preto peão · c6 preto cavalo · g6 preto peão · c4 branco peão · d4 branco cavalo · e4 branco peão · a2 branco peão · b2 branco peão · f2 branco peão · g2 branco peão · h2 branco peão · a1 branco torre · b1 branco cavalo · c1 branco bispo · d1 branco rainha · e1 branco rei · f1 branco bispo · h1 branco torre | a8 preto torre · c8 preto bispo · d8 preto rainha · e8 preto rei · f8 preto bispo · g8 preto cavalo · h8 preto torre · a7 preto peão · b7 preto peão · d7 preto peão · e7 preto peão · f7 preto peão · h7 preto peão · c6 preto cavalo · g6 preto peão · c4 branco peão · d4 branco cavalo · e4 branco peão · a2 branco peão · b2 branco peão · f2 branco peão · g2 branco peão · h2 branco peão · a1 branco torre · b1 branco cavalo · c1 branco bispo · d1 branco rainha · e1 branco rei · f1 branco bispo · h1 branco torre | a8 preto torre · c8 preto bispo · d8 preto rainha · e8 preto rei · f8 preto bispo · g8 preto cavalo · h8 preto torre · a7 preto peão · b7 preto peão · d7 preto peão · e7 preto peão · f7 preto peão · h7 preto peão · c6 preto cavalo · g6 preto peão · c4 branco peão · d4 branco cavalo · e4 branco peão · a2 branco peão · b2 branco peão · f2 branco peão · g2 branco peão · h2 branco peão · a1 branco torre · b1 branco cavalo · c1 branco bispo · d1 branco rainha · e1 branco rei · f1 branco bispo · h1 branco torre | a8 preto torre · c8 preto bispo · d8 preto rainha · e8 preto rei · f8 preto bispo · g8 preto cavalo · h8 preto torre · a7 preto peão · b7 preto peão · d7 preto peão · e7 preto peão · f7 preto peão · h7 preto peão · c6 preto cavalo · g6 preto peão · c4 branco peão · d4 branco cavalo · e4 branco peão · a2 branco peão · b2 branco peão · f2 branco peão · g2 branco peão · h2 branco peão · a1 branco torre · b1 branco cavalo · c1 branco bispo · d1 branco rainha · e1 branco rei · f1 branco bispo · h1 branco torre | a8 preto torre · c8 preto bispo · d8 preto rainha · e8 preto rei · f8 preto bispo · g8 preto cavalo · h8 preto torre · a7 preto peão · b7 preto peão · d7 preto peão · e7 preto peão · f7 preto peão · h7 preto peão · c6 preto cavalo · g6 preto peão · c4 branco peão · d4 branco cavalo · e4 branco peão · a2 branco peão · b2 branco peão · f2 branco peão · g2 branco peão · h2 branco peão · a1 branco torre · b1 branco cavalo · c1 branco bispo · d1 branco rainha · e1 branco rei · f1 branco bispo · h1 branco torre | a8 preto torre · c8 preto bispo · d8 preto rainha · e8 preto rei · f8 preto bispo · g8 preto cavalo · h8 preto torre · a7 preto peão · b7 preto peão · d7 preto peão · e7 preto peão · f7 preto peão · h7 preto peão · c6 preto cavalo · g6 preto peão · c4 branco peão · d4 branco cavalo · e4 branco peão · a2 branco peão · b2 branco peão · f2 branco peão · g2 branco peão · h2 branco peão · a1 branco torre · b1 branco cavalo · c1 branco bispo · d1 branco rainha · e1 branco rei · f1 branco bispo · h1 branco torre | a8 preto torre · c8 preto bispo · d8 preto rainha · e8 preto rei · f8 preto bispo · g8 preto cavalo · h8 preto torre · a7 preto peão · b7 preto peão · d7 preto peão · e7 preto peão · f7 preto peão · h7 preto peão · c6 preto cavalo · g6 preto peão · c4 branco peão · d4 branco cavalo · e4 branco peão · a2 branco peão · b2 branco peão · f2 branco peão · g2 branco peão · h2 branco peão · a1 branco torre · b1 branco cavalo · c1 branco bispo · d1 branco rainha · e1 branco rei · f1 branco bispo · h1 branco torre | 1 |
|   | a | b | c | d | e | f | g | h |   |

A Maróczy Bind  é uma estrutura de peões no xadrez, nomeada em homenagem ao Grande Mestre húngaro Géza Maróczy. É geralmente jogada contra a Defesa Siciliana. Caracteriza-se pelos peões brancos em c4 e e4, com o peão-d das Brancas trocado pelo peão-c das Pretas.
Os peões brancos nas colunas c e e controlam o quadrado d5, dificultando às Pretas abrirem sua posição com ...d5; no lugar disso, muitas vezes contentam-se com o menos ativo ...d6. A formação Ouriço é popularmente usada contra a Bind.

## História
O primeiro jogo conhecido a apresentar a Maróczy Bind foi Swiderski–Maróczy, Monte Carlo, em 1904. Curiosamente, não há nenhum jogo conhecido no qual Maróczy tenha a jogado com as Brancas. No entanto, o ano de 1906, o volume de Março-Abril Wiener Schachzeitung reproduziu a partir das anotações de Magyar Sakklap Maróczy para o jogo Tarrasch–Marshall, Nuremberg 1905 (que começou com 1.e4 c5 2.d4 cxd4 3.Nf3 a6 4.Nxd4 g6 5.Be2 Bg7 6.Nc3 Nc6). "Em quatro movimentos consecutivos (movimentos 3–6) Maróczy enfatizou o valor do lance c4."
Durante várias décadas, foi em geral considerado equivalente a um erro posicional das Pretas permitir a Maróczy Bind. Por exemplo, Harry Golombek, em Capablanca's 100 Best Games of Chess (1947), atribuiu um ponto de interrogação ao quarto movimento das Pretas na combinação 1.e4 c5 2.Ne2 d6 3.d4 cxd4 4.Nxd4 g6, uma forma do Dragão Acelerado da Defesa Siciliana, afirmando que 4...Cf6 era "necessário" para fazer as Brancas bloquearam seu peão-c com 5.Nc3 e, assim, evitar a Bind. Golombek deu um ponto de exclamação para 5.c4, que institui a Bind, explicando que "Este forte movimento dá às Brancas o controle do centro e as Pretas devem rastejar para encontrar um contra-ataque." Reuben Fine, escrevendo em 1948, também considerou a Bind como sendo muito forte para as Brancas.

No começo dos anos 1950, a Maróczy Bind tornou-se menos temida já que novos métodos foram encontrados para combatê-la. A nona edição de  Modern Chess Openings(1957) afirmou que as Pretas haviam "se soltado" das estenoses da Bind. Larry Evans escreveu na décima edição (1965) que, em resposta ao Dragão Acelerado, a Maróczy Bind "era considerada uma refutação, mas agora perdeu muita de sua força. As Brancas mantém uma vantagem no espaço, mas a posição das Pretas é fundamentalmente coerente." , Esse continua sendo o ponto de vista dominante, mas alguns recentes escritores ainda enfatizam que as Pretas têm de encontrar um contra-ataque ativo ou então são "estranguladas". No entanto, John Nunn e Joe Gallagher observam:
Embora a Maroczy Bind seja um pouco passiva para as Pretas, jogadores como Larsen, Petursson e Velimirović têm mostrado que, pacientemente esperar por um lapso de concentração das Brancas nesta combinação pode oferecer possibilidades de vitória para as Pretas. A opinião teórica é que as Brancas devem manter uma ligeira vantagem, mas ninguém deve acreditar que esta é uma combinação na qual as Brancas não podem perder.
Combinações de lances na abertura que podem chegar a uma posição de Maróczy Bind incluem:
- A variação Dragão Acelerado da Defesa Siciliana: 1.e4 c5 2.Nf3 Nc6 3.d4 cxd4 4.Nxd4 g6, seguida por 5.c4. (Ver diagrama.)
- A variação Taimanov da Sicíliana: 1.e4 c5 2.Nf3 e6 3.d4 cxd4 4.Nxd4 Nc6, seguida por 5.Nb5 d6 6.c4.
- A variação Kan da Sicíliana: 1.e4 c5 2.Nf3 e6 3.d4 cxd4 4.Nxd4 a6, seguida por 5.c4.
- A variação Petrosian da Defesa Índia da Dama: 1.d4 Cf6 2.c4 e6 3.Nf3 b6 4.a3 Ba6 5.Qc2 Bb7 6.Nc3 c5 7.e4 cxd4 8.Nxd4.
- A Variação Clássica da Defesa Nimzoíndia: 1.d4 Cf6 2.c4 e6 3.Nc3 Bb4 4.Qc2 c5 5.dxc5, seguida mais tarde por e4.
- A Variação de Moscou da Sicíliana: 1.e4 c5 2.Nf3 d6 3.Bb5+ Bd7 4.Bxd7 Qxd7 5.c4, seguida por d4 e ...cxd4.
- Na formação Ouriço, o adversário (normalmente Branca) tem um tipo de Maróczy Bind, por exemplo: 1.c4 c5 2.Nf3 Cf6 3.g3 b6 4.Bg2 Bb7 5.Nc3 e6 6.0-0 a6 7.d4 cxd4 8.Qxd4 d6 9.e4 Be7 10.b3 Nbd7.
- A variação Chekover da Defesa Siciliana: 1.e4 c5 2.Nf3 d6 3.d4 cxd4 4.Qxd4 Nc6 5.Bb5 Bd7 6.Bxc6 Bxc6 7.c4.
- A versão avançada do Gambito Smith-Morra recusado: 1.e4 c5 2.d4 cxd4 3.c3 d3 4.c4.